# Theres
Theres är en kommun i Landkreis Haßberge i Regierungsbezirk Unterfranken i förbundslandet Bayern i Tyskland. 
Kommunen bildades 1 maj 1978 genom en sammanslagning av kommunerna  Obertheres, Untertheres och Buch.
Kommunen ingår i kommunalförbundet Theres tillsammans med kommunerna Gädheim och Wonfurt.